# Núria Folch i Pi
Núria Folch i Pi (Barcelona, 29 de octubre de 1916-23 de marzo de 2010) fue una intelectual y editora española.

## Biografía
Hermana del médico Albert Folch i Pi y del químico Jordi Folch i Pi, estudió Filosofía y letras por la Universidad de Barcelona. Fue la primera mujer en estar afiliada al Bloque Obrero y Campesino, proveniente del Partit Comunista Català, donde conoció al escritor y editor Joan Sales, con quien se casó más tarde. Después de la guerra civil española colaboró en los Quaderns de l'exili y trabajó en el Club Editor, desde el cual editó la obra de su marido. De 1939 a 1948 estuvo exiliada, primero en Santo Domingo y después en México. A  su vuelta fue profesora de bachillerato en el municipio catalán de Badalona y militó en Unión Democrática de Cataluña. En 1997 recibió la Creu de Sant Jordi.